# جون كاردي
جون كاردي (بالإنجليزية: John Cardy)‏ (و. 1947 – م) هو فيزيائي، وأستاذ جامعي من المملكة المتحدة .
وهو عضواً في الجمعية الملكية .

## جوائز
حصل على جوائز منها:
- جائزة الفيزياء الأساسية (2024).[8]
- ميدالية ديريك (2011)
- ميدالية بولتزمان [الإنجليزية]‏ (2010)
- جائزة لارس أونساغر (2004)
- جائزة ديراك لمؤسسة الفيزياء [الإنجليزية]‏ (2000)
- زمالة الجمعية الملكية.